# Salut à toi, pays de nos aïeux
Salut à toi, pays de nos aïeux ("salve a te, paese dei nostri avi") è l'inno nazionale del Togo. Il testo (in lingua francese) e la musica sono del compositore togolese Alex-Casimir Dosseh (1923 - 2007). Fu il primo inno nazionale del Togo dopo l'indipendenza, dal 1960 al 1979, e nuovamente dal 1992; nel periodo fra il 1979 e il 1992 fu sostituito da un altro inno scritto per celebrare il partito del Raggruppamento del Popolo Togolese.

## Testo
Salut à toi pays de nos aïeux,

Toi qui les rendait forts,

Paisibles et joyeux,

Cultivant vertu, vaillance,

Pour la postérité

Que viennent les tyrans,

Ton cœur soupire vers la liberté,

Togo debout, luttons sans défaillance,

Vainquons ou mourons, mais dans la dignité,

Grand Dieu, toi seul nous a exaltés,

Du Togo pour la prospérité,

Togolais viens, bâtissons la cité.

Dans l'unité nous voulons te servir,

C'est bien là de nos cœurs, le plus ardent désir,

Clamons fort notre devise,

Que rien ne peut ternir.

Seul artisan de ton bonheur, ainsi que de ton avenir,

brisons partout les chaînes de la traîtrise,

Et nous te jurons toujours fidélité,

Et aimer servir, se dépasser,

Faire encore de toi sans nous lasser,

Togo chéri, l'or de l'humanité.

Salut, Salut à l'Univers entier

Unissons nos efforts sur l'immense chantier

D'où naîtra toute nouvelle

La Grande Humanité

Partout au lieu de la misère, apportons la félicité.

Chassons du monde la haine rebelle

Finis l'esclavage et la Captivité

A l'étoile de la liberté,

Renouons la solidarité

Des Nations dans la fraternité.
Salve a te, terra dei nostri padri,

Che li hai resi forti,

Pacifici e felici,

Uomini che coltivarono virtù e coraggio,

Per i posteri.

Anche se verranno i tiranni,

Il tuo cuore volge alla libertà,

Sorgi, Togo! Facci combattere senza cedimenti,

Vittoria o morte, con dignità.

Dio onnipotente, solo tu hai reso prospero il Togo,

Popolo del Togo, sorgi! Costruiamo la nazione.

Servirti uniti è il desiderio ardente dei nostri cuori,

Gridiamo forte il nostro motto,

Che nulla può macchiare.

Siamo gli unici artefici della tua felicità e del tuo futuro,

Spezziamo ovunque le catene e l'inganno,

Ti giuriamo per sempre fede, amore, cura e zelo instancabile,

Per fare di te, amato Togo, un esempio dorato per l'Umanità.

Salve, salve a tutto l'universo

Uniamo i nostri sforzi in questa grande costruzione

Dove rinasceremo

Una nuova grande umanità

Portiamo ovunque felicità invece di tristezza

Cacciamo dal mondo l'odio indocile

La schiavitù e la prigionia sono finite

Alla stella della libertà

Rinnoviamo la nostra solidarietà

Alle nazioni in fraternità
(Alex-Casimir Dosseh, Inno nazionale del Togo)